# Kanton Vitré-Ouest
Der Kanton Vitré-Ouest war bis 2015 ein französischer Wahlkreis im Arrondissement Fougères-Vitré, im Département Ille-et-Vilaine und in der Region Bretagne.

## Geschichte
Der Kanton entstand 1845 aus Teilen der Vorgängerkantone Vitré-1 und Vitré-2. Von 1845 bis 2015 gehörten 13 Gemeinden zum Kanton Vitré-Ouest. 2015 wurde der Kanton aufgelöst und die Gemeinden wechselten zu anderen Kantonen.

## Lage
Der Kanton lag im Osten des Départements Ille-et-Vilaine. 

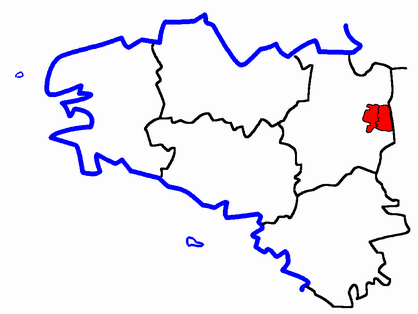
Lage des Wahlkreises Vitré-Ouest in der Bretagne

## Gemeinden
Der Kanton Vitré-Ouest umfasste zwölf Gemeinden und die westlichen Stadtteile der Stadt Vitré:
| Gemeinde                  | Bretonisch             | Einwohner (2022) | Fläche (km²) | Code postal | Code Insee |
| ------------------------- | ---------------------- | ---------------- | ------------ | ----------- | ---------- |
| Champeaux                 | Kampal                 | 504              | 9.83         | 35500       | 35052      |
| Cornillé                  | Kornilieg              | 967              | 12.47        | 35500       | 35087      |
| Landavran                 | Landavran              | 682              | 5.01         | 35450       | 35141      |
| Marpiré                   | Marbererg              | 1.013            | 10.62        | 35220       | 35166      |
| Mecé                      | Mezieg                 | 613              | 15.63        | 35450       | 35170      |
| Montreuil-des-Landes      | Mousterel-al-Lann      | 235              | 9.42         | 35210       | 35192      |
| Montreuil-sous-Pérouse    | Mousterel-ar-Veineg    | 1.041            | 15.49        | 35500       | 35194      |
| Pocé-les-Bois             | Pozieg                 | 1.317            | 14.84        | 35500       | 35229      |
| Saint-Aubin-des-Landes    | Sant-Albin-al-Lann     | 923              | 10.28        | 35500       | 35252      |
| Saint-Christophe-des-Bois | Sant-Kristol-ar-C'hoad | 562              | 9.26         | 35210       | 35260      |
| Taillis                   | Talieg                 | 1.036            | 12.27        | 35500       | 35330      |
| Val-d’Izé                 | Nant-Izeg              | 2.601            | 43.79        | 35450       | 35347      |
| Vitré (teilweise)         | Gwitreg                | -                | unbekannt    | 35500       | 35360      |
| Kanton                    | Gwitreg-Kornôg         | 15.350           | unbekannt    | -           | 3543       |

## Politik
Der Kanton hatte bis zu seiner Auflösung folgende Abgeordnete im Rat des Départements:
| Vertreter im conseil général des Départements | Vertreter im conseil général des Départements | Vertreter im conseil général des Départements |
| Amtszeit                                      | Name                                          | Partei                                        |
| --------------------------------------------- | --------------------------------------------- | --------------------------------------------- |
| 1945–1961                                     | Marcel Rupied                                 | RPF, dann CNIP                                |
| 1961–1979                                     | Louis Pasquet                                 | CD, dann UDF-CDS                              |
| 1979–1998                                     | Jean Poirier                                  | DVD                                           |
| 1998–2011                                     | Auguste Fauvel                                | DVD                                           |
| 2011–2015                                     | Thierry Travers                               | DVD                                           |